# Cratere Bakhuysen
Bakhuysen  è un cratere sulla superficie di Marte.